# Grande Coumanie

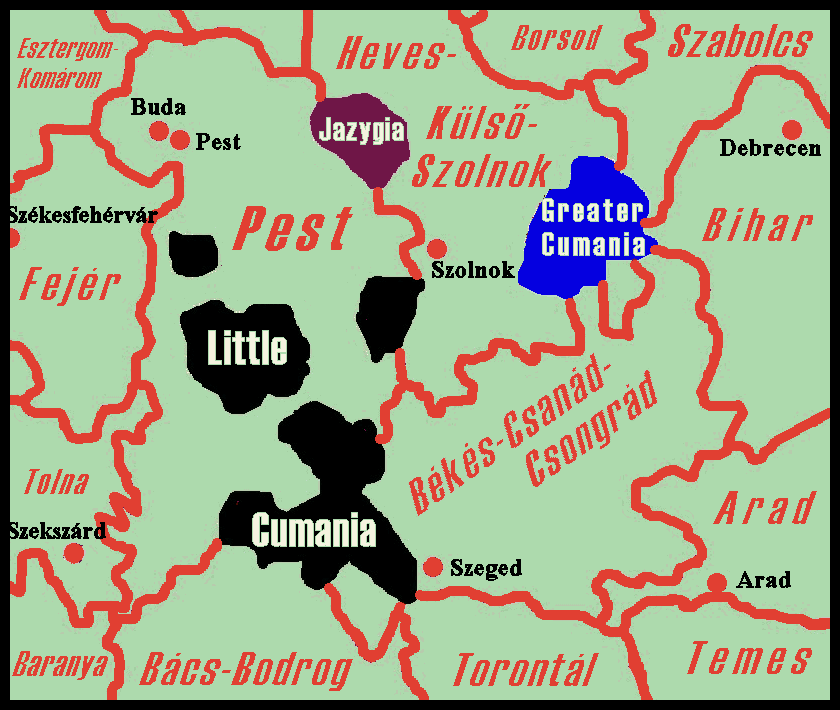
La Grande Coumanie en bleu, sur la carte des comitats hongrois du XVIIIe siècle.

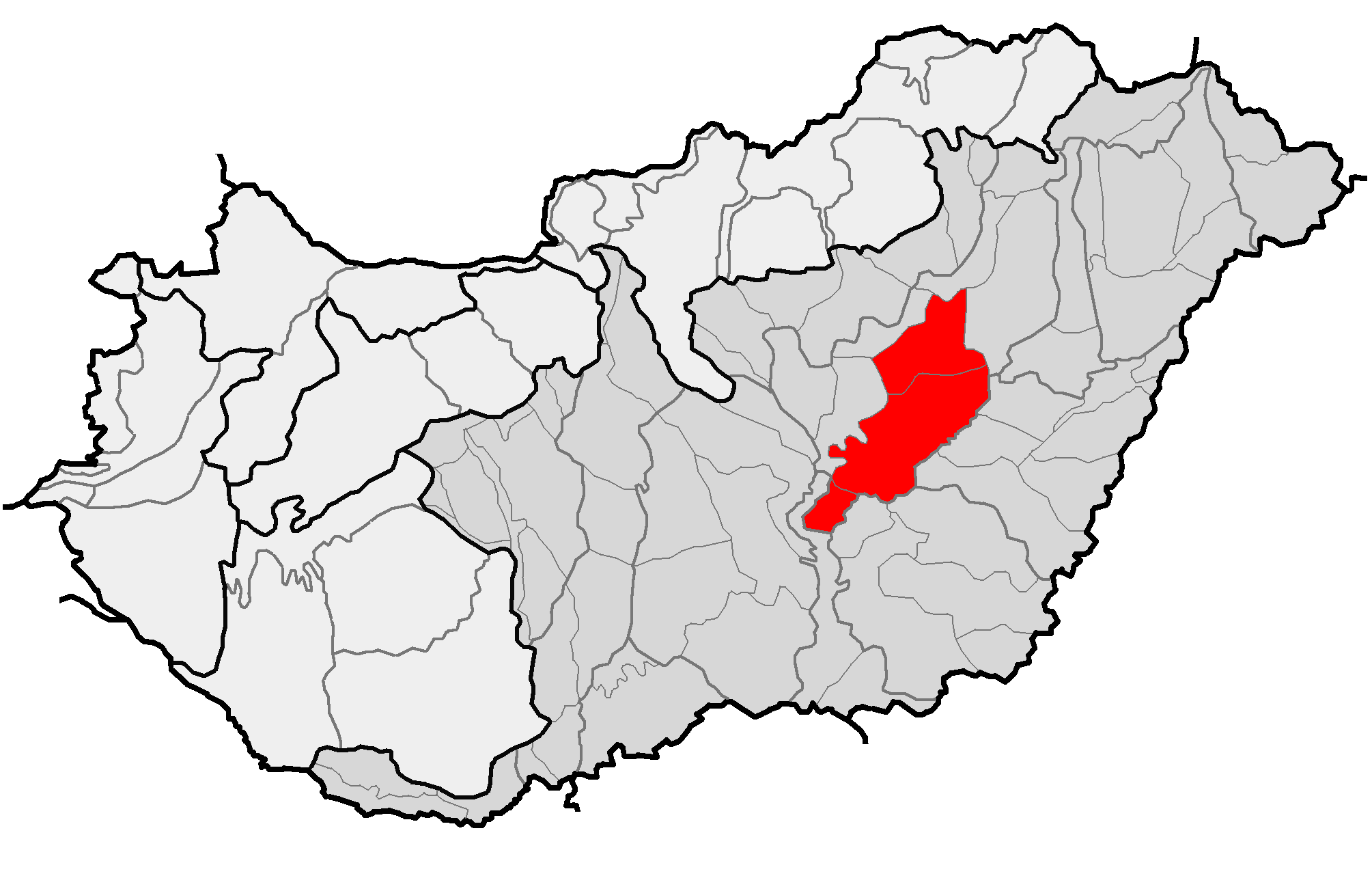
La Grande Coumanie en tant que subdivision physique de la Hongrie d'aujourd'hui.

La Grande Coumanie est une région historique et géographique de Hongrie, qui était au XVIIIe siècle enclavée dans la partie est du comitat de Heves et Külső-Szolnok, à l'ouest de ceux de Szabolcs, Bihar et Békés, entre la Tisza et l'actuel Hortobágy-Berettyó (hu) (ancien cours du Berettyó), affluent du Körös.

## Description
S'étendant sur une superficie de 1 196 km2, la « Grande Coumanie » (en hongrois : Nagy Kun, en latin : Cumania major) est paradoxalement moins vaste que la « Petite Coumanie » (en hongrois : Kis Kun, en latin : Cumania minor) mais les deux régions tirent leur nom des Coumans ou Polovtses, peuple cavalier turcophone de la steppe pontique, qui avait dominé un vaste territoire entre le bas-Danube et la Volga avant d'en être évincé par les Tatars au XIIIe siècle et d'être assimilé par les Hongrois, les Roumains ou les Russes.
Le chef-lieu de la « Grande Coumanie » était Karcagújszállás. Sa population s'élevait en 1876 à 65 000 habitants, pour la plupart protestants, qui vivaient d'élevage de bétail et de chevaux, ainsi que de cultures céréalières.